# Józef Grabowski (1901–1977)

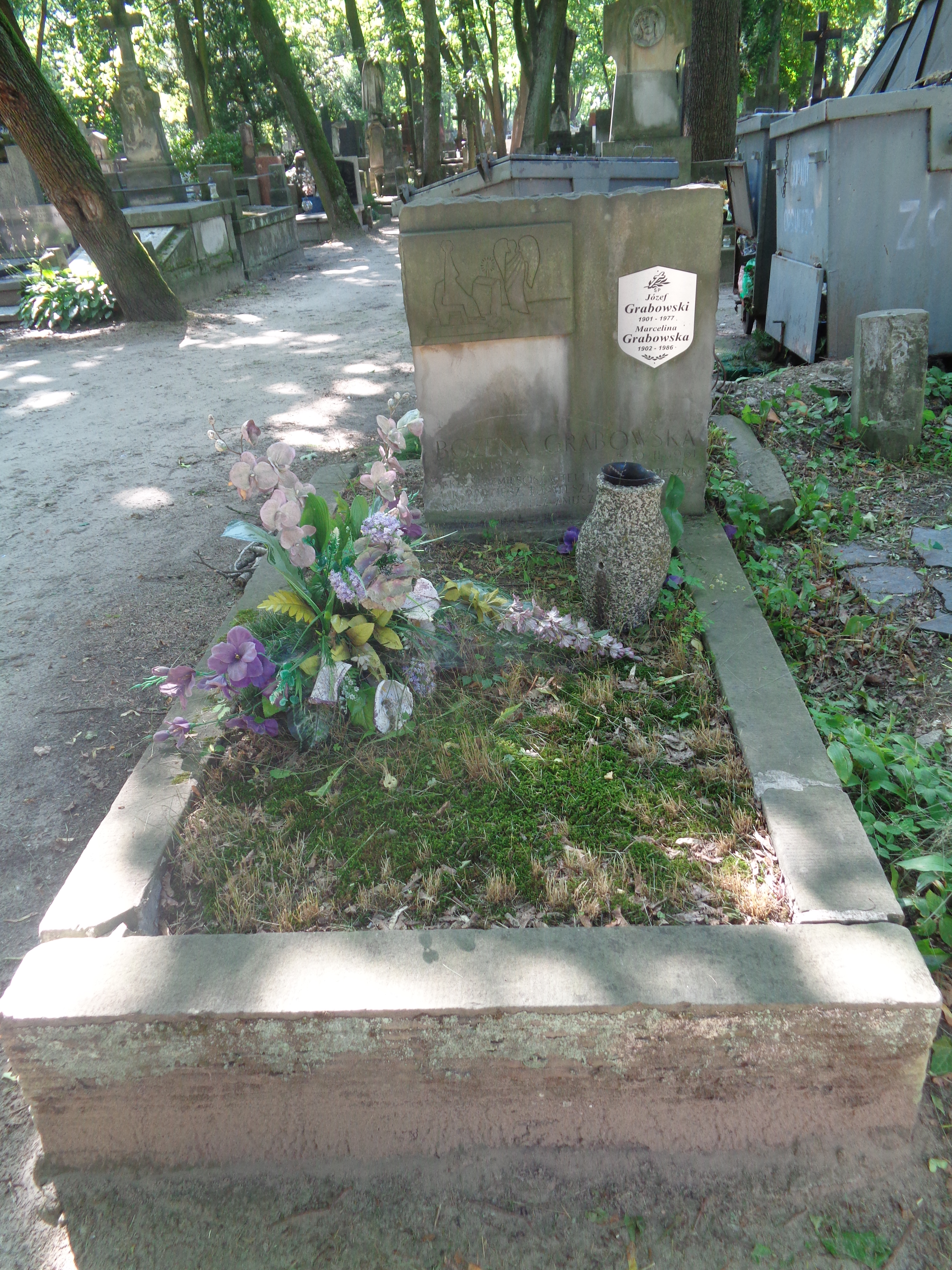
Grób Józefa Grabowskiego na cmentarzu Powązkowskim

Józef Grabowski (ur. 17 marca 1901 we Lwowie, zm. 22 maja 1977 w Warszawie) – polski historyk sztuki i muzealnik, twórca Państwowego Instytutu Badania Sztuki Ludowej, kustosz Muzeum Etnograficznego w Warszawie.

## Życiorys
Pochodził z rodziny drobnomieszczańskiej, dzieciństwo spędził we Lwowie. W latach 1918–1920 brał udział w powstaniu wielkopolskim i w obronie Lwowa. Maturę zdał jako ekstern w X Gimnazjum Humanistycznym we Lwowie w listopadzie 1929 roku (pod sam koniec studiów uniwersyteckich). Studiował u wielu profesorów na Wydziale Humanistycznym Uniwersytetu Jana Kazimierza we Lwowie (historię, historię sztuki, filozofię, estetykę i polonistykę). W roku 1930 uzyskał doktorat. W latach 1930–1935 pracował w Stanisławowie, zorganizował Muzeum Pokuckie i Bibliotekę Miejską im. W. Smagłowskiego. W latach 1932–1934 odbywał wędrówki po Polsce, Czechosłowacji, Rumunii, Węgrzech i Austrii, badając sztukę ludową i gromadząc materiały. W 1935 roku przeniósł się do Warszawy, gdzie objął funkcję kierownika działu oświatowego w Muzeum Narodowym. W roku 1944 został kierownikiem Działu Muzeów i Ochrony Zabytków w PKWN, a w latach 1945–1948 – naczelnikiem Wydziału Muzeów, a następnie naczelnym dyrektorem Wydziału Muzeów i Ochrony Zabytków w MKiS. W roku 1946 utworzył Państwowy Instytut Badania Sztuki Ludowej. Celem tej instytucji było systematyczne badanie twórczości ludowej w kraju, oraz jej popularyzacja. Organem instytutu była Polska Sztuka Ludowa – pismo założone i redagowane przez Grabowskiego do 1948 roku, kiedy to został wyrzucony z pracy i objęty zakazem publikowania przez władze PRL, którym nie spodobała się zbyt duża ilość obiektów sakralnych w piśmie. Pozostawiony bez środków do życia utrzymywał się wyrabiając kłódki. Instytut zlikwidowano pod koniec 1949 roku. W latach 1955–1957 współpracował z Instytutem Historii i Kultury Materialnej Polskiej Akademii Nauk. 6 lipca 1957 uzyskał tytuł docenta, a w 1958 objął kierownictwo redakcji działu sztuki w wydawnictwie Arkady. Od 1963 roku pracował jako kustosz w Muzeum Etnograficznym w Warszawie (dział rzeźby), w 1974 roku przeszedł na emeryturę nie rezygnując jednak z pracy naukowej.
Był członkiem Stowarzyszenia Historyków Sztuki. Jego żoną była literatka Marcelina Szwam. Pochowany na cmentarzu Powązkowskim (kwatera 71-5-30).

## Ordery i odznaczenia
- Srebrny Krzyż Zasługi (10 listopada 1933)[3]
- Złota odznaka honorowa „Za Zasługi dla Warszawy” (1969)[4]

## Publikacje

### Książki
- 1955 Wycinanka ludowa
- 1967 Sztuka ludowa. Formy i regiony w Polsce
- 1968 Ludowe malarstwo na szkle
- 1970 Ludowe obrazy drzeworytnicze
- 1970 Dawna polska rzeźba ludowa
- 1976 Dawny artysta ludowy
- 1977 Sztuka ludowa. Charakterystyki-porównania-odrębności
- 1978 Sztuka ludowa w Europie

### Artykuły
- 1938 „Huculskie” malarstwo ludowe na szkle, „Arkady” R.4, nr 2.
- 1938 Malarstwo ludowe na szkle w Polsce środkowej, „Arkady” R.4, nr 7.
- 1939 Problem polskości podhalańskiej grupy ludowych obrazów na szkle, „Arkady” R.5, nr 3.
- 1945 Lubelskie obrazy ludowe na szkle malowane, „Zdrój”, nr 2.
- 1947 Zagadnienie stylu ludowego, „Polska Sztuka Ludowa”, R. 1, nr 1/2,
- 1947 Obrazy zbójnickie na szkle, „Polska Sztuka Ludowa”, R. 1, nr 1/2
- 1948 Zagadnienie stylu ludowego, „Polska Sztuka Ludowa”, R. 2, nr 1,2,3,9/10.
- 1948 Wystawa krakowska rzeźby, malarstwa i grafiki ludowej, PSL, R. 2, nr 6, 7, 8.
- 1948 Zespoły rzeźb z wyobrażeniem Bożego Grobu, „Polska Sztuka Ludowa”, R. 2, nr 2.
- 1948 Szkoła krośnieńska w rzeźbie ludowej, „Polska Sztuka Ludowa”, R. 2, nr 3.
- 1948 Sztuka ludowa Warmii i Mazur, „Polska Sztuka Ludowa”, R. 2, nr 4/5.
- 1948 Zespoły rzeźb z wyobrażeniem Bożego Grobu, „Polska Sztuka Ludowa”, R. 2, nr 2.
- 1948 Obrazy na szkle z Jeleśni, „Polska Sztuka Ludowa”, R. 2, nr 9/10.
- 1959 Tkanina ludowa, [w:] „Tkanina polska”, Warszawa.
- 1968 Le problème du regionalisme dans la sculpture populaire polonaise, „Zeszyty Państwowego Muzeum Etnograficznego w Warszawie”, t. 6–7, s. 77–81.
- 1972 Kryteria sztuki ludowej [w:] Granice sztuki, Warszawa, s. 148–153.